# Maaslandcollege
Het Maaslandcollege is een middelbare school in de Nederlandse plaats Oss. De school biedt onderwijs op vmbo-t-, havo- vwo-niveau en tweetalig onderwijs en valt onder het bestuur van de vereniging Ons Middelbaar Onderwijs (OMO).

## Geschiedenis
In 1947 stichtten de Zusters van Liefde uit Tilburg aan de Vianenstraat de middelbare meisjesschool (mms) Regina Mundi. In 1952 droegen de Zusters het bestuur van de school over aan vereniging Ons Middelbaar Onderwijs. De huidige naam Maaslandcollege werd geïntroduceerd bij het begin van het schooljaar 1967-1968. Op hetzelfde moment veranderde de school, als eerste in de regio, in een scholengemeenschap voor havo en vwo.
In 1990 fuseerde het Maaslandcollege met mavo De Pelgrim. In 1996 werd een tweetalig vwo ingevoerd, in het schooljaar 2005-2006 werd het tweetalig havo toegevoegd en met ingang van het schooljaar 2017-2018 ook tweetalig mavo. Leerlingen die de tweetalige onderbouw met succes afronden, kunnen in de bovenbouw het International Baccalaureate-programma (kortweg IB) volgen.

## Organisatie
De directie van het Maaslandcollege bestaat uit de rector en een conrector. De school telt zes afdelingsleiders.